# Magyaria strinovichi
Magyaria strinovichi är en kvalsterart som beskrevs av Balogh 1970. Magyaria strinovichi ingår i släktet Magyaria och familjen Haplozetidae. Inga underarter finns listade i Catalogue of Life.